# Kamensk-Ouralski
Kamensk-Ouralski (en russe : Каменск-Уральский) est une ville de l'oblast de Sverdlovsk, en Russie. Sa population s'élevait à 169 929 habitants en 2017.

## Géographie

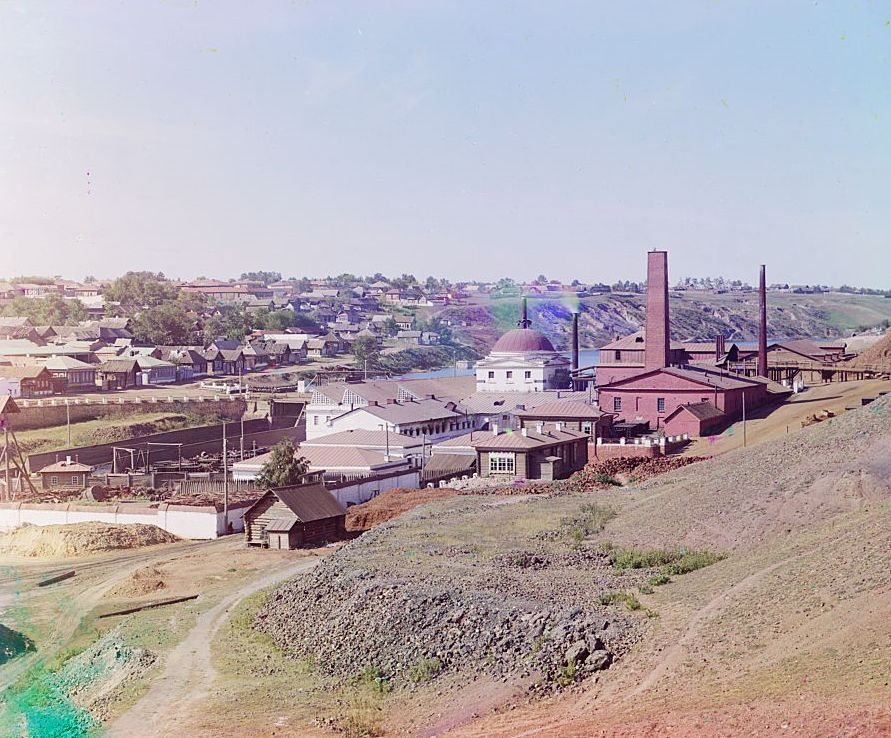
Kamensk vers 1910 : photo. de S. Prokoudine-Gorski.

Kamensk-Ouralski est située au confluent des rivières Kamenka et Isset, dans le bassin de l'Ob, à 93 km au sud-est de Iekaterinbourg et à 1 504 km à l'est de Moscou.
Au sud de la ville se trouve le cratère de Kamensk d'un diamètre de 25 km, mais non visible depuis la surface.

## Histoire
Une fonderie, créée en 1700 à l'emplacement de la ville actuelle, devient une manufacture de canons en 1701, sous l'impulsion de Pierre le Grand. Kamensk est desservie par le chemin de fer à partir de 1885. En 1928, Kamensk accède au statut de commune urbaine, puis à celui de ville en 1935 : elle prend alors le nom de Kamensk-Ouralski. Sa population atteint 51 000 habitants en 1939 ; une usine d'alumine est installée la même année. La population croît fortement pendant la Seconde Guerre mondiale en raison de l'évacuation de plusieurs usines, comme l'usine de tubes d'acier, depuis les régions occupées par l'Allemagne nazie.

## Population
Recensements (*) ou estimations de la population
| 1869  | 1904  | 1926* | 1939*  | 1959*   |
| ----- | ----- | ----- | ------ | ------- |
| 4 829 | 4 297 | 5 376 | 50 881 | 141 019 |

| 1970*   | 1979*   | 1989*   | 2002*   | 2010*   |
| ------- | ------- | ------- | ------- | ------- |
| 169 270 | 187 401 | 207 780 | 186 153 | 180 139 |

| 2013    | 2014    | 2015    | 2016    | 2017    |
| ------- | ------- | ------- | ------- | ------- |
| 172 145 | 171 483 | 170 922 | 170 221 | 169 929 |

## Économie
Les principales entreprises de la ville sont :
- OAO Sinarski troubny zavod (en russe : ОАО "Синарский трубный завод") : usine fondée en 1934, tubes d'acier, alliages de titane, pièces moulées. L'entreprise fait partie du groupe TMK.
- OAO Kamenski-Ouralski zavod OTsM (ОАО "Каменск-Уральский завод ОЦМ") : métaux non ferreux.
- OAO Kamenski-Ouralski metallourguitcheski zavod (ОАО "Каменск-Уральский металлургический завод") : produits laminés, tubes soudés en alliages d'aluminium et d'acier, tubes de forage, barres, fil de fer.
- Ouralski aliouminievy zavod (ОАО "Уральский алюминиевый завод") : acier, acier électrique, aluminium de première fusion, alumine, silicium, etc.